# 刘子谟
刘子谟（1911年—2004年），男，陕西延长人，中华人民共和国政治人物，曾任新疆维吾尔自治区革命委员会副主任，新疆维吾尔自治区人民政府副主席。